# الصومعه، حماة
الصومعه (به عربی: الصومعة) یک روستا در سوریه است که در ناحیه حربنفسه واقع شده‌است. الصومعه ۲۲۲ نفر جمعیت دارد.